# Kanton Roye
Kanton Roye (fr. Canton de Roye) je francouzský kanton v departementu Somme v regionu Hauts-de-France. Skládá se z 62 obcí. Před reformou kantonů 2014 ho tvořilo 33 obcí.

## Obce kantonu
od roku 2015:
| - Andechy - Armancourt - Assainvillers - Ayencourt - Balâtre - Becquigny - Beuvraignes - Biarre - Bouillancourt-la-Bataille - Boussicourt - Bus-la-Mésière - Cantigny - Le Cardonnois - Carrépuis - Champien - Courtemanche - Crémery - Cressy-Omencourt - Damery - Dancourt-Popincourt - Davenescourt | - L'Échelle-Saint-Aurin - Erches - Ercheu - Étalon - Ételfay - Faverolles - Fescamps - Fignières - Fonches-Fonchette - Fontaine-sous-Montdidier - Fresnoy-lès-Roye - Goyencourt - Gratibus - Grivillers - Gruny - Guerbigny - Hargicourt - Hattencourt - Herly - Laboissière-en-Santerre - Laucourt | - Liancourt-Fosse - Lignières - Malpart - Marché-Allouarde - Marestmontiers - Marquivillers - Mesnil-Saint-Georges - Montdidier - Piennes-Onvillers - Remaugies - Roiglise - Rollot - Roye - Rubescourt - Saint-Mard - Tilloloy - Verpillières - Villers-lès-Roye - Villers-Tournelle - Warsy |

před rokem 2015:
| - Armancourt - Balâtre - Beuvraignes - Biarre - Billancourt - Breuil - Carrépuis - Champien - Crémery - Cressy-Omencourt - Curchy - Damery - Dancourt-Popincourt - L'Échelle-Saint-Aurin - Ercheu - Étalon - Fonches-Fonchette | - Fresnoy-lès-Roye - Goyencourt - Gruny - Hattencourt - Herly - Laucourt - Liancourt-Fosse - Marché-Allouarde - Moyencourt - Rethonvillers - Roiglise - Roye - Saint-Mard - Tilloloy - Verpillières - Villers-lès-Roye |